# Segno (matematica)
In algebra il segno è una proprietà che esprime l'ordine di un numero reale rispetto allo zero.
Di un numero reale x si dice che esso ha segno più o che è positivo se vale la relazione x > 0; si dice invece che x ha segno meno o che è negativo quando vale x < 0.
Nel caso di x = 0 si dice che x è neutro: allora il segno non è definito.

## Notazione
Per la notazione matematica del segno si usano i simboli + (più) e - (meno): il segno è seguito immediatamente dal valore assoluto del numero.
Se il segno non è espresso davanti a un numero diverso da zero, il numero s'intende positivo.
Va rilevato che i simboli + e - sono usati in matematica anche con altri significati, per esempio per notare le operazioni di addizione e sottrazione
a + b
a - b,
oppure per distinguere i limiti destro e sinistro di una funzione in un punto di accumulazione
{\displaystyle \lim _{x\to x_{0}^{\color {red}+}}f\left(x\right)}
{\displaystyle \lim _{x\to x_{0}^{\color {red}-}}f\left(x\right)}.
In questi casi l'uso dei simboli matematici non è legato al segno di un numero. Si parla qui di segno nel senso comune di simbolo o carattere tipografico.
Il simbolo ± (più o meno) nelle espressioni matematiche indica che due valori di segno opposto sono entrambi validi.

## Segno di una funzione
Il concetto di segno si estende naturalmente all'ambito delle funzioni. Il segno di una funzione f in un intervallo I è per definizione quello comune ad ogni valore che la funzione assume nell'intervallo.
f > 0 ⇔ f(x) > 0, f < 0 ⇔ f(x) < 0 ∀ x ∈ I.
Nell'analisi matematica, lo studio del segno di una funzione è particolarmente utile per tracciarne il grafico.
Se f(x) è una funzione continua in un dato intervallo, i valori di x per cui f(x) cambia di segno sono le ascisse dei punti in cui il grafico della funzione interseca l'asse delle x, e dunque soluzioni dell'equazione f(x) = 0.
Ulteriori indicazioni sull'andamento di una funzione continua si possono ricavare studiando il segno della sua derivata, quando questa esiste. Dalla definizione matematica di monotonia si evince che una funzione continua e derivabile in un intervallo è strettamente crescente solo se la sua derivata è positiva; la funzione è invece strettamente decrescente negli intervalli dove la sua derivata è negativa.

## Applicazioni pratiche
Per alcune applicazioni pratiche legate alla fisica è interessante conoscere il segno di una grandezza anche quando il valore esatto non è noto: considerando per esempio che le cariche elettriche di segno uguale si respingono e le cariche di segno opposto si attraggono si può in certi casi prevedere il comportamento di un sistema senza misurarne le caratteristiche rilevanti.